# Tramwaje w Czerniowcach
Tramwaje w Czerniowcach − zlikwidowany system komunikacji tramwajowej w ukraińskim mieście Czerniowce.

## Historia
Tramwaje w Czerniowcach uruchomiono 18 lipca 1897. W mieście działała tylko jedna linia tramwajowa o długości 8 km, którą zlikwidowano 20 marca 1967. Szerokość toru wynosiła 1000 mm.

## Tabor
W Czerniowcach eksploatowano tramwaje:
- typ Kijów «900» (2M) w liczbie 33 wagonów, jeden z nich, o numerze 10, został zachowany i ustawiony jako pomnik przy ul. Wokzalnej (dawn. Gagarina)
- Graz/Siemens
- Ringhoffer